# Lepista caespitosa
Lepista caespitosa är en svampart som först beskrevs av Giacopo Bresàdola, och fick sitt nu gällande namn av Rolf Singer 1951. Lepista caespitosa ingår i släktet Lepista och familjen Tricholomataceae.   Inga underarter finns listade i Catalogue of Life.

## Bildgalleri

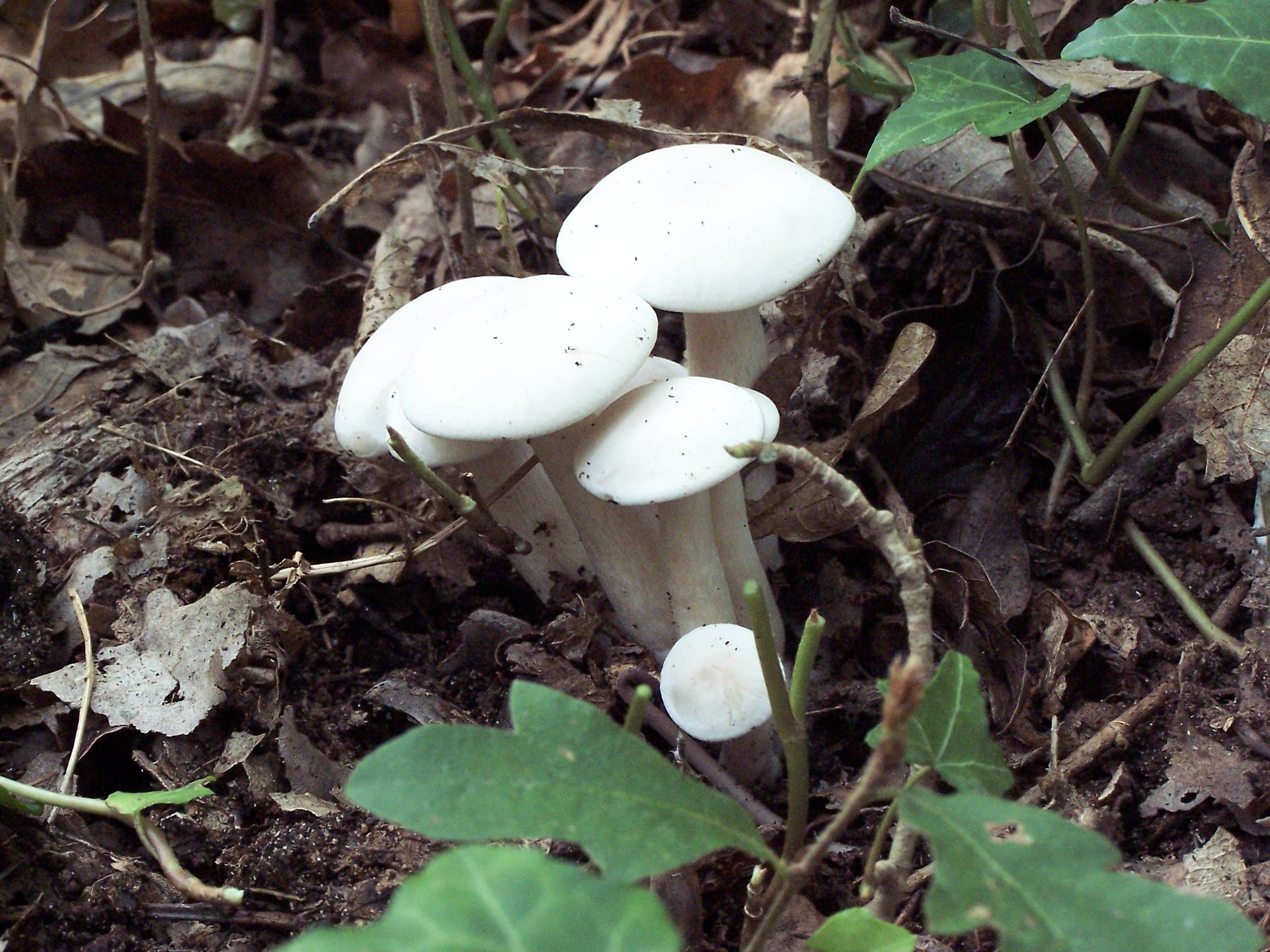